# Franck Proust

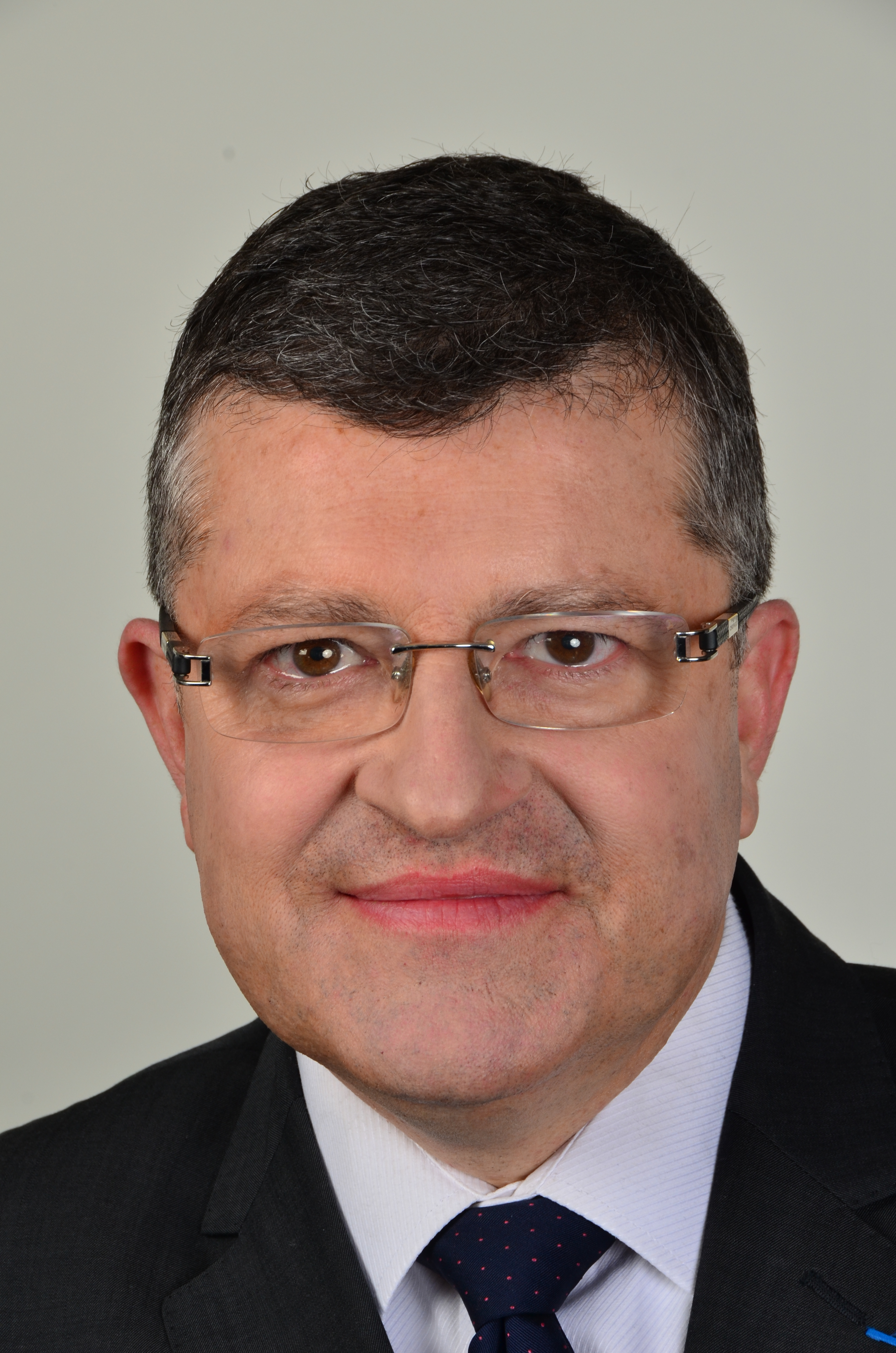
Franck Proust (2014)

Franck Proust (* 2. Mai 1963 in Poitiers) ist ein französischer Politiker der Union pour un mouvement populaire (UMP) und Mitglied des Europäischen Parlaments.

## Leben
Proust studierte bis 1984 Management und war nach seinem Studium als Versicherungsagent bei der Axa tätig. Er absolvierte 1985 ein postgraduales Studium in Marketing und ist Absolvent des Zentrums für Marketingstudien und -forschung (CEREM) der Universität der Auvergne Clermont-Ferrand I.
Seine politische Karriere begann 1989 als Assistent des Bürgermeisters von Nîmes. Zwischen 1995 und 2001 war er Ratsmitglied der Stadt. Als Jean-Paul Fournier im März 2001 zum Bürgermeister von Nîmes gewählt wurde, wurde Proust zum Vizepräsidenten des Gemeindeverbandes Communauté d’agglomération de Nîmes Métropole. Zwischen 2004 und 2011 war Proust Generalrat im Département Gard für den Kanton Nîmes-5. Seit 23. Juni 2011 ist er Abgeordneter im Europäischen Parlament. 2012 trat er im Département Gard bei den Parlamentswahlen an, scheiterte jedoch am Grünen Christophe Cavard.

## Auszeichnungen
- Ritter des französischen Verdienstordens